# Žegulja (Republika Serbska)
Žegulja (cyr. Жегуља) – wieś w Bośni i Hercegowinie, w Republice Serbskiej, w gminie Berkovići. W 2013 roku liczyła 52 mieszkańców.